# Калликсина
Калликсина — жрица богини Кибелы во Фригии, во времена поздней Римской империи в IV века.
О её жизни практически ничего не известно, так как она упоминается лишь в письме, адресованном ей Юлианом II Отступником.
Она была жрицей богини Деметры в Галатии (Фригия), затем при Юлиане, была назначена жрицей богини Кибелы в городе Пессинунте в Галатии — центральном для культа этой богини. При этом Калликсина продолжала совмещать и жреческие обязанности по отношению к богине Деметре. Возможно что была назначена лично Юлианом, который побывал в Пессинунте в июле 362 года  (примерно к этому времени и относится письмо Юлиана к Калликсине, приуроченное ко вступлению в обязанности жрицы Кибелы). 